# Heteropterna vicina
Heteropterna vicina är en tvåvingeart som beskrevs av Loïc Matile 1990. Heteropterna vicina ingår i släktet Heteropterna och familjen platthornsmyggor.
Artens utbredningsområde är Vanuatu. Inga underarter finns listade i Catalogue of Life.